# Broke with Expensive Taste
Broke with Expensive Taste ist das Debütalbum der US-amerikanischen Rapperin Azealia Banks. Es wurde am 7. November 2014 vom Label Prospect Park veröffentlicht.

## Hintergrund
Im Januar 2012 unterschrieb Banks einen Plattenvertrag mit Interscope und Polydor Records um an ihrem Album zu arbeiten und einen Monat kündigte sie den Titel von dem Album an – Broke with Expensive Taste. Ein Jahr später händigte sie den Labels ein komplettes Album aus. Banks dachte zunächst, dass das Album positiv aufgenommen werde, jedoch teilten die Verantwortlichen ihr mit, dass auf dem Album keine "Hit-Single" vorhanden sei. Aus dem Grund nahm sie den Song Chasing Time für das Projekt auf, jedoch wollte das Label lieber Soda als Lead-Single, was Banks nicht wollte. So kündigte sie den Vertrag mit Interscope und Polydor im Juli 2014. Später unterzeichnete sie einen Vertrag bei Prospect Park.

## Singles
Der Song 212 erschien 2012 erstmals auf der EP 1991. Durch den hohen Erfolg wurde der Song auf ihr Debütalbum platziert. Der Song Luxury erschien zuvor auf ihrem 2012-veröffentlichten Mixtape Fantasea und wurde auch dem Debütalbum hinzugefügt.
Die erste Single aus dem Album, nämlich der Song Yung Rapunxel erschien am 16. April 2013. Das Video zur Single wurde von Jam Sutton gedreht.
Als zweite Single war ursprünglich der Song ATM Jam angedacht, jedoch wurde stattdessen der Song Heavy Metal and Reflective die zweite Single, da der Song mit Pharrell Williams in den Charts floppte. Heavy Metal and Reflective wurde am 28. Juli 2014 veröffentlicht.
Die dritte Single Chasing Time erschien am 22. September 2014. Der Song schaffte es auf Platz 48 in den japanischen Charts.
Am 23. März 2015 erschien die letzte Single des Albums, nämlich Ice Princess.

## Titelliste
| #   | Titel                         | Songwriting                                                                                         | Produktion                  | Länge |
| --- | ----------------------------- | --------------------------------------------------------------------------------------------------- | --------------------------- | ----- |
| 1.  | Idle Delilah                  | Azealia Banks, David Kennedy, Kevin James, Harvey Mason Jr.                                         | Pearson Sound               | 4:32  |
| 2.  | Gimme a Chance                | Banks, James, Mason Jr., Enon, Oskar Cartaya                                                        | Enon, Oskar Cartaya         | 3:54  |
| 3.  | Desperado                     | Banks, James, Mason Jr., M. J. Cole                                                                 | M. J. Cole                  | 3:57  |
| 4.  | JFK (feat. Theophilus London) | Banks, London, James, Alexander Green                                                               | Boddika                     | 5:00  |
| 5.  | 212 (feat. Lazy Jay)          | Banks, Jeff Martens                                                                                 | Lazy Jay                    | 3:25  |
| 6.  | Wallace                       | Banks, James, Filip Nikolic, Trevor McFedries                                                       | Yung Skeeter, Filip Nikolic | 3:51  |
| 7.  | Heavy Metal and Reflective    | Banks, James Strife, Julian Wodsworth                                                               | Lil Internet                | 2:37  |
| 8.  | BBD                           | Banks, James, Jonathan Harris                                                                       | Apple Juice Kid, Sup Doodle | 3:18  |
| 9.  | Ice Princess                  | Banks, James, Harris                                                                                | Araabmuzik                  | 3:43  |
| 10. | Yung Rapunxel                 | Banks, James, Premro Smith, Chadron Moore                                                           | Lil Internet                | 4:00  |
| 11. | Soda                          | Banks, SCNTST, Jack Fuller                                                                          | SCNTST                      | 3:43  |
| 12. | Chasing Time                  | Banks, Harris, Warren "Oak" Felder, Ronnie Colson, Steve Mostyn, Andrew "Pop" Wansel, Kelly Sheehan | Pop Wansel                  | 3:30  |
| 13. | Luxury                        | Banks, Travis Stewart                                                                               | Machinedrum                 | 2:48  |
| 14. | Nude Beach A-Go-Go            | Banks, Mason Jr., Ariel Rosenberg, Kim Fowley                                                       | Ariel Pink                  | 2:20  |
| 15. | Miss Amor                     | Banks, James, Fuller                                                                                | Lone                        | 4:28  |
| 16. | Miss Camaraderie              | Banks, Fuller, Cutler                                                                               | Lone                        | 5:09  |

## Kommerzieller Erfolg

### Chartplatzierungen
| ChartsChartplatzierungen       | Höchstplatzierung | Wochen |
| ------------------------------ | ----------------- | ------ |
| Vereinigte Staaten (Billboard) | 30 (1 Wo.)        | 1      |
| Vereinigtes Königreich (OCC)   | 62 (1 Wo.)        | 1      |

### Auszeichnungen für Musikverkäufe
| Land/Region       | Auszeichnungen für Musikverkäufe (Land/Region, Auszeichnung, Verkäufe) | Verkäufe |
| ----------------- | ---------------------------------------------------------------------- | -------- |
| Neuseeland (RMNZ) | Gold                                                                   | 7.500    |
| Insgesamt         | 1× Gold ·                                                              | 7.500    |